# Frank Heart
Frank Evans Heart (né le 15 mai 1929 à New York et mort le 24 juin 2018 à Lexington au Massachusetts) est un ingénieur américain en informatique, qui fut un des pionniers d'Internet.

## Biographie
Dès 1950, Franck Heart a travaillé trois ans au MIT, au sein du "Lincoln Laboratory", chargé du système SAGE de défense aérienne et spatiale.
En 1968, la société Bolt, Beranek and Newman embauche Dave Walden, Frank Heart et plusieurs de leurs collègues du Lincoln Laboratory du MIT, spécialiste des systèmes en temps partagé, dans le cadre d'un contrat pour développer l'Interface Message Processor, ancêtre des routeurs, dans le cadre du programme financé par le gouvernement l' Advanced Research Projects Agency (ARPA). Ils constituent à  Bolt, Beranek and Newman une équipe incluant aussi Bernie Cosell, Severo Ornstein, Will Crowther, un programmeur spécialiste des systèmes complexes, et Robert Elliot Kahn.
L'équipe travaille sur une machine Honeywell 516 pour effectuer le design d'une nouvelle machine, en ajoutant les lignes de code permettant de remédier, à l'avance, aux problèmes de paquets perdus dans le réseau, afin de concevoir le premier IMP. En octobre 1969, ils ont livré leurs deux premières machines.
En 2014, il est intronisé au temple de la renommée d'Internet dans la catégorie des pionniers.